# Concierto por la Libertad
El Concierto por la Libertad fue un concierto celebrado en el Camp Nou de Barcelona el 29 de junio de 2013, organizado por Òmnium Cultural junto con otras entidades de la sociedad civil, como la Asamblea Nacional Catalana o la Plataforma Pro Selecciones Deportivas Catalanas con el objetivo de reclamar la independencia de Cataluña. Asistieron unos 90 000 espectadores.
Fue una de las varias manifestaciones independentistas en la que actuaron cerca de 400 artistas. También estuvieron presentes en el Camp Nou nueve consejeros de la Generalidad de Cataluña y miembros de algunos partidos políticos catalanes independentistas.

## Previa
El lunes 3 de junio se pusieron a la venta las entradas para el concierto, vendiéndose prácticamente todas (60.000) ese mismo día, con unas colas virtuales que llegaron a superar las seis horas de espera para comprar las entradas. Esto provocó que la organización paralizara la venta de entradas en un primer momento y que, el día 17 pusiera 20.000 más a la venta, aunque situadas en el gol sur del estadio, detrás del escenario.
Entre los artistas participantes destacó el cantante Dyango, que tras anunciar su participación en el Concierto por la Libertad recibió críticas de sectores conservadores-nacionalistas en tertulias de la 13 TV  contra su posición pro independentista. Afirmó que en la situación actual sería necesario celebrar un referéndum en Cataluña y, en última instancia, conseguir la separación de España. Otros artistas como Peret también denunciaron presiones y amenazas por el hecho de participar en el concierto.
El cantautor canario Pedro Guerra canceló su participación en el concierto alegando que el acto había derivado en " reivindicaciones puramente independentistas que no comparte" y que " esa no es su lucha "afirmando, sin embargo, que no había recibido presiones. La cantante Mayte Martín también resultó baja de última hora por motivos similares, aunque después se arrepintió "por haberme dejado llevar por el enojo y no haber recibido la información adecuada desde el primer momento ".

## Programa

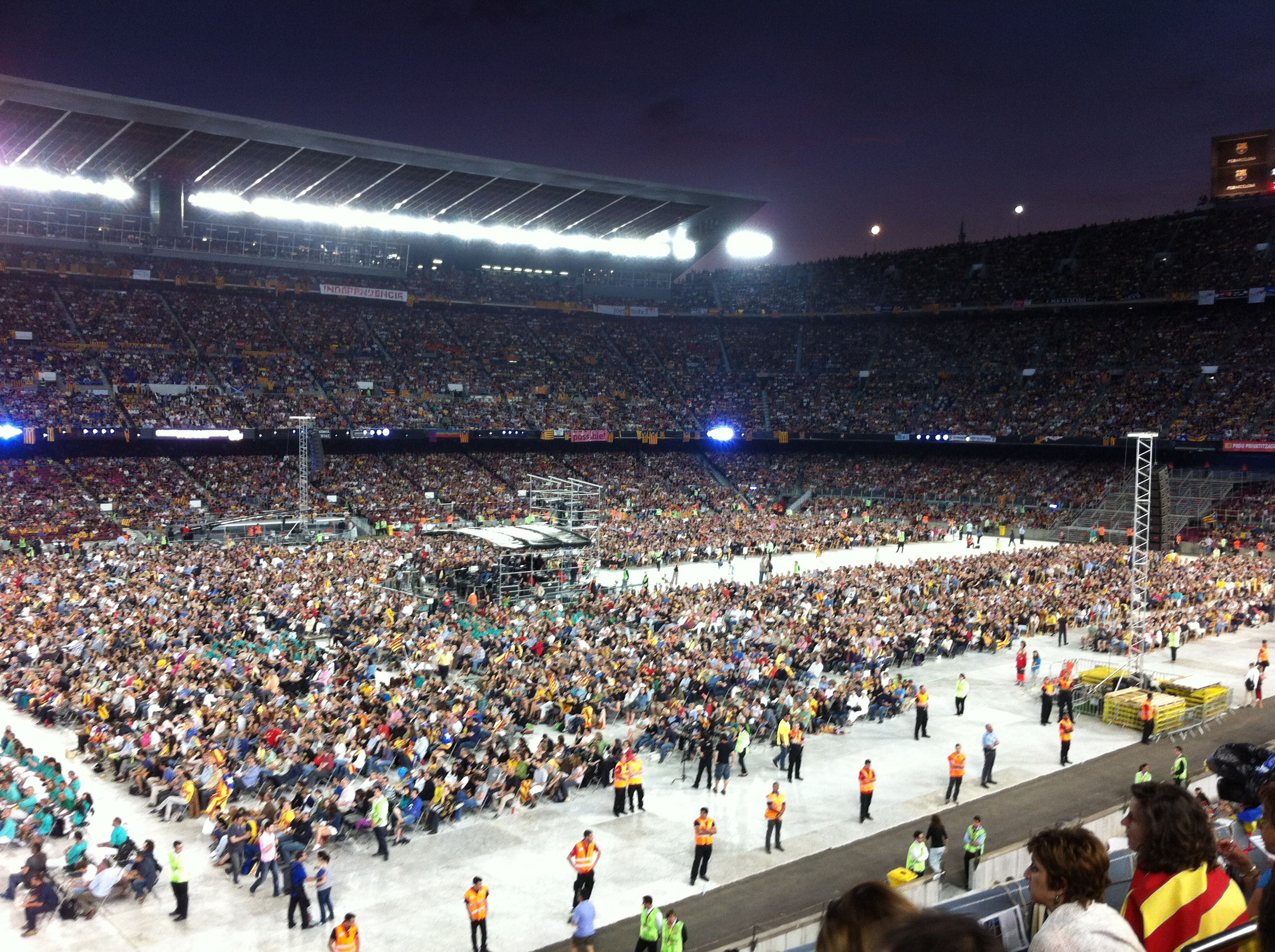
Vista parcial del Camp Nou durante el concierto.

Antes del concierto se organizó una feria de entidades en las afueras del Camp Nou y el Banco de Alimentos estableció puntos de recogida de comida para los más necesitados, con un total de 25 toneladas de alimentos recaudadas.
El acto se dividió en dos partes. En la primera mitad, varios artistas interpretaron canciones relacionadas con la libertad y temas catalanes del imaginario popular, como El emigrante, con Peret; Què vol aquesta gent?, con María del Mar Bonet y la Compañía Eléctrica Dharma, y Caminos, de Sopa de Cabra. La segunda mitad estuvo formada por canciones de Lluís Llach, cantadas tanto para él como otros artistas como el Orfeón Catalán, Perros, Ramoncín, Pastora y Miquel Gil, para rendir homenaje al concierto de Llach en el Camp Nou de 1985, recordado como un clamor en defensa de los derechos nacionales de Cataluña. Entre las dos partes, los Castellers de Vilafranca escenificaron un 3 de 9 con folre y se interpretó Los Segadores, formando un mosaico gigante que decía "Freedom Catalonia 2014 ".
Durante la primera parte, hubo lecturas de textos entre canción y canción, a cargo de Cristina Plazas, Anna Sahun, Bonaventura Clotet, Manel Esteller, Miquel Casas, Pere Joan Cardona, Alícia Casals, Isona Passola, Ventura Pons, Joel Joan, Jordi Díaz, Josep Pedrals, Lluís Soler, Màrius Serra, Matthew Tree, Montserrat Carulla, Núria Feliu, Quim Masferrer, Roger Coma y Sílvia Bel. Los textos eran de Bertolt Brecht, Dolors Miquel, Enric Casasses, Jacinto Verdaguer (La veu del Montseny), Joan Margarit, Joana Raspall (El vell vestit ()), Maria Àngels Anglada, Marià Villangómez, Miquel Martí i Pol, Montserrat Abelló, Salvador Espriu (El meu poble i jo), Vicent Andrés Estellés, Joan Brossa, Josep Maria de Sagarra (La campana de Sant Honorat).
Uno de los momentos más destacados fue cuando se realizó un mosaico que se desplegó en las gradas del campo mientras sonaba el himno dels Segadors.
| Intérpretes | Actuación                        |
| --- | -------------------------------- |
| Primera parte |                                  |
| Cobla de Cambra de Catalunya | Juny                             |
| Cobla de Cambra, Pascal Comelade y Enric Casasses | Sense el ressò del dring         |
| Pere Jou, Andreu Rifé, Joan Dausà y Jofre Bardagí | Qualsevol nit pot sortir el sol  |
| Grup de Folk (Eduard Estivill, Jaume Arnella, Oriol Tramvia, Jordi Pujol y Isidor Marí)                                                                  | Vull ser lliure                  |
| Sabor de Gràcia | Ningú no comprèn ningú           |
| Projecte Mut | Jo tenc una enamorada            |
| Pep Sala y Dyango | Boig per tu                      |
| Peret | L'emigrant / Ella té molt poder  |
| Joan Isaac y Joan Amèric | A Margalida                      |
| Yacine Belahcene y Yannis Papaioannou | La mala reputació                |
| Paco Ibáñez | Como tú                          |
| Mercedes Peón | Ben linda                        |
| Joana Serrat y Xavier Baró | Aquesta terra                    |
| Jordi Batiste y Meritxell Gené | Escolta-ho en el vent            |
| Sopa de Cabra | Camins                           |
| Theo | Catalonia (Louisiana)            |
| Fermin Muguruza | Gora Herria                      |
| Pau Alabajos y Cesk Freixas | Al vent                          |
| Brams | Vull per demà                    |
| Maria del Mar Bonet y Companyia Elèctrica Dharma | Què volen aquesta gent?          |
| Companyia Elèctrica Dharma y Cobla de Cambra de Catalunya                                                                                                | La presó del rei de França       |
| Carles Santos y Cobla per la Independència | Fanfàrria                        |
| Parlament de Muriel Casals |                                  |
| Orfeón Catalán, Cobla de Cambra de Catalunya y el público                                                                                                | Els Segadors                     |
| Castellers de Vilafranca | 3 de 9 amb folre                 |
| Segunda parte |                                  |
| Lluís Llach | Venim del nord, venim del sud    |
| Pastora | Tinc un clavell per a tu         |
| Gwen Perry y Gisele Jackson | Que tinguem sort                 |
| Gossos | Bressol de tots els blaus        |
| Lluís Llach | Un núvol blanc                   |
| Lídia Pujol | País petit                       |
| Miquel Gil | El jorn dels miserables          |
| Franca Masu | Maremar                          |
| Nena Venetsanou | Vaixell de Grècia                |
| Marina Rossell | Que feliç era, mare              |
| Alessio Lega | Abril 74                         |
| David Alegret | Amor particular                  |
| Orfeón Catalán | Campanades a morts               |
| Joan Isaac, Ferran Piqué, Joan Enric Barceló, Eduard Costa, Pere Jou, Andreu Rifé, Joan Dausà, Jofre Bardagí, Xavier Baró, Enric Hernàez, Orfeón Catalán | No és això, companys, no és això |
| Gerard Quintana y Pascal Comelade | I si canto trist                 |
| Cris Juanico | Viatge a Ítaca I                 |
| Gorka Knörr | Viatge a Ítaca II                |
| Mercedes Peón | Com un arbre nu                  |
| Beth, Ivette Nadal y Bikimel | Laura                            |
| Maria del Mar Bonet | Alè                              |
| Manel Camp, Nabil Mansour, Masil, Yacine Belahcene, Ismael, Ramoncín y Cor per la Integració                                                             | L'estaca                         |
| Todos | Tossudament alçats               |

## Reacción internacional
El Concierto por la Libertad tuvo repercusión a nivel internacional y una veintena de medios internacionales estuvieron acreditados en el concierto. Entre ellos estuvieron presentes agencias de noticias (como Reuters y Associated Press) y diferentes periódicos, televisiones y radios de Francia, Alemania, Italia, Polonia, Holanda, Portugal, etc.
Entre los titulares se encuentra:
- Le Figaro (Francia): Un stade sang et or pour l'indépendace de la Catalogne (Un estadio sangre y oro por la independencia de Cataluña)
- L'Indépendant (Francia): Grand concert pour l'indépendance catalane ce samedi soir au Camp Nou avec Lluis Llach (Gran concierto por la independencia catalana esta noche de sábado en el Camp Nou con Lluís Llach)
- Wiener Zeitung (Austria): 90.000 fordern bei "Konzert für Freiheit" Unabhängigkeit Kataloniens (90 000 gritan independencia para los catalanes en el ‘Concierto por la Libertad’)
- DS De Standaard (Flandes): 90.000 mensen op concert voor onafhankelijkheid Catalonië (90 000 personas en el concierto por la independencia de Cataluña)
- RTBF Info (Valonia): Quelque 90 000 personnes au “Concert pour la Paix” pour indépendance de la Catalogne (Unas 90 000 personas en el ‘Concierto por la Paz' por la independencia de Cataluña)
- Stol (Tirol del Sur): 90 000 fordern bei „Konzert für Freiheit“ Unabhängigkeit Kataloniens (90 000 gritan independencia para los catalanes en el ‘Concierto por la Libertad')
- Zürcher Unterländer (Suiza): 90 000 fordern bei „Konzert für Freiheit“ Unabhängigkeit Kataloniens (90 000 gritan independencia para los catalanes en el ‘Concierto por la Libertad')
- Neue Luzerner Neitung (Suiza): Katalonen fordern Unabhängigkei (Los catalanes piden la independencia)
- Seizh (Bretaña): Barcelone : 90 000 personnes au « concert pour la liberté » de la Catalogne Archivado el 9 de julio de 2013 en Wayback Machine. (Barcelona: 90 000 personas en el Concierto por la ‘Libertad de Cataluña’)
- RTP Noticias (Portugal) - Catalães celebram luta pela independência da Catalunha (Los catalanes celebran la lucha por la independencia de Cataluña)
- Enikos (Grecia): ”Πλημμύρισαν” το Καμπ Νου Archivado el 3 de julio de 2013 en Wayback Machine. (El Camp Nou, inundado)
- Tanea (Grecia): Συναυλία για την Ελευθερία της Καταλωνίας (Concierto por la Libertad de Cataluña)
- 24Sports (Chipre): «Πλημμύρισε» το Καμπ Νου για την ανεξαρτησία της Καταλονίας (El Camp Nou, inundado por la independencia de Cataluña)
- BBC Latinoamérica: Multitudinario concierto por la independencia de Cataluña